# Gwladys Lemoussu
Gwladys Lemoussu née le 12 avril 1989 à Paris en France est une triathlète handisport, triple championne de France et vice-championne du monde en 2016 paratriathlon. Elle est la première médaillée française de l'histoire aux Jeux paralympiques d'été de 2016 dans la catégorie PT4.

## Biographie

### Jeunesse
Gwladys Lemoussu est amputée de l’avant bras gauche à la suite d'une agénésie (malformation à la naissance). Elle commence l'activité physique en tant que majorette et vient au sport à l’école où elle s'essaye à plusieurs disciplines, telles le tennis, le rugby, l'escalade, le basket-ball et le cross-country. A l’adolescence, son sport préféré est la natation dans lequel elle décroche souvent des médailles d'or. Devenue adulte, la combinaison de ces anciennes pratiques aboutit finalement à celle du triathlon qui la propulse au plus haut niveau.

### Carrière en paratriathlon
Après avoir gagné une troisième couronne de championne de France en 2015, Gwladys Lemoussu remporte la médaille de bronze en catégorie PT4 lors des Jeux paralympiques d'été de 2016. Elle signe le premier succès du triathlon français lors de cette édition des jeux paralympiques qui inscrivent à cette occasion  et pour la première fois ce sport à son programme.

### Vie privée et professionnelle
Gwladys Lemoussu possède un brevet professionnel de la jeunesse de l’éducation populaire en sport activités physiques pour tous, ainsi qu’un BAFA et un Baccalauréat comptabilité. Elle est également bénévole dans une association pour l'apprentissage de la natation.
En décembre 2021, l'armée française l'a choisi pour devenir marraine des Écoles de Saumur et participer à des événements avec les élèves militaires dans le but d'encourager l'émulation sportive.
Gladys est athlète du Bataillon de Joinville, elle l'intègre en 2014 à sa réouverture avec 88 sportifs de haut niveau.

## Palmarès
Le tableau présente les résultats les plus significatifs (podium) obtenus sur le circuit national et international de paratriathlon depuis 2013.
| Année | Paratriathlon                               | Pays     | Position           | Temps           |
| ----- | ------------------------------------------- | -------- | ------------------ | --------------- |
| 2018  | Championnat de France de paratriathlon PTS5 | France   | Médaille d'or      | 1 h 12 min 2 s  |
| 2017  | Championnats du monde de paratriathlon PTS5 | Pays-Bas | Médaille de bronze | 1 h 12 min 19 s |
| 2017  | Championnats d'Europe de paratriathlon PTS5 | Autriche | Médaille d'argent  | 1 h 15 min 37 s |
| 2017  | Championnat de France de paratriathlon PTS5 | France   | Médaille d'or      | 1 h 13 min 29 s |
| 2016  | Jeux paralympiques d'été de 2016 PT4        | Brésil   | Médaille de bronze | 1 h 14 min 31 s |
| 2016  | Championnats du monde de paratriathlon PT4  | Pays-Bas | Médaille d'argent  | 1 h 14 min 31 s |
| 2016  | Championnats d'Europe de paratriathlon PT4  | Portugal | Médaille de bronze | 1 h 12 min 1 s  |
| 2015  | Championnats de France de paratriathlon PT4 | France   | Médaille d'or      | 1 h 15 min 48 s |
| 2014  | Championnats de France de paratriathlon PT4 | France   | Médaille d'or      | 1 h 19 min 26 s |
| 2013  | Championnats de France de paratriathlon PT4 | France   | Médaille d'or      | 1 h 30 min 7 s  |

## Distinctions
- Chevalier de l'ordre national du Mérite le 1er décembre 2016[9].